# 马克·佩德维兹
马克·佩德维兹（英語：Mark Pedowitz）是CW電視網的現任主席和首席執行官。他在2011年取代黛溫·歐斯特羅夫，後者自2006年該網路成立以來一直擔任娛樂部主管。佩德维兹負責監督CW的所有方面，包括節目製作、銷售、營銷、發行、財務、研究及宣傳。

## 職業生涯
佩德维兹畢業於羅克福德大學和約翰·馬歇爾法學院。他在娛樂業的職業生涯始於1979年，當時是MCA公司的一名律師。他從1987年起擔任米高梅/UA電視製作集團的高級副總裁，負責商業事務及管理。1985－87年，佩德维兹是蘭斯伯格公司的|商業事務和總顧問副總裁。1980－85年，他是里夫斯娛樂公司的商業事務副總裁。他曾擔任ABC娛樂電視集團的執行副總裁，負責監督ABC黃金時段和Touchstone電視台的所有業務、法律及財務事務，以及ABC日間節目部業務/法律事務。他於1991年加入美國廣播公司，擔任商業事務和合同的高級副總裁。他具有猶太背景。
他成立了一家製作公司——松樹街娛樂公司（Pine Street Entertainment），並與華納兄弟電視公司簽訂第一份看片協議。